# Aldo Ronconi
Aldo Ronconi   (Brisighella, 20 de setembre de 1918 - Faenza, 12 de juny de 2012) va ser un ciclista italià que fou professional entre 1940 i 1952. Les seves victòries més destacades foren una etapa al Tour de França i una altra al Giro d'Itàlia.

## Palmarès
- 1940
  - 1r del Giro dell'Umbria
- 1946
  -  Campió d'Itàlia en ruta
  - 1r del Giro de Toscana
  - Vencedor d'una etpaa al Giro d'Itàlia
- 1947
  - Vencedor d'una etapa al Tour de França
- 1949
  - Vencedor de 2 etapes al Giro dels Tres Mars

### Resultats al Tour de França
- 1947. 4t de la classificació general i vencedor d'una etapa. Porta el mallot groc durant 2 dies.
- 1948. Abandona (15a etapa)

### Resultats al Giro d'Itàlia
- 1940. 40è de la classificació general
- 1946. 5è de la classificació general. Vencedor d'una etapa
- 1947. Abandona
- 1948. Abandona
- 1949. Abandona
- 1950. 13è de la classificació general